# Jesse Burr Strode
Jesse Burr Strode (* 18. Februar 1845 in Farmers Township, Fulton County, Illinois; † 1. November 1924 in Lincoln, Nebraska) war ein US-amerikanischer Politiker.
Während des Amerikanischen Bürgerkrieges diente Strode ab dem 10. September 1861 in der Company G im 15. Regiment bei der Illinois Volunteer Infantry. Nach dem Krieg ging er nach Abingdon. Dort war er 1865 bis 1873 Schuldirektor, wurde zweimal zum Bürgermeister gewählt und war sechsmal im Stadtrat. Strode studierte Jura und zog nach Nebraska, wo er sich am 1. Mai 1879 in Plattsmouth niederließ. Im November dieses Jahres wurde er in die Anwaltschaft aufgenommen und begann in Plattsmouth zu praktizieren.
Von 1882 bis 1888 war er Bezirksstaatsanwalt (district attorney). In dieser Zeit zog er 1887 nach Lincoln und begann wieder zu praktizieren. 1892 wurde Strode Richter am Distriktgericht. Zwei Jahre später erfolgte seine Wahl in den Kongress. Dort vertrat er vom 4. März 1895 bis zum 3. März 1899 den Bundesstaat Nebraska als Republikaner im US-Repräsentantenhaus. Nach seinem Ausscheiden aus der Politik kehrte Strode in seinen früheren Beruf zurück. Er starb am 1. November 1924 in Lincoln und wurde auf dem Wyuka Cemetery beigesetzt.